# Панево (Вологодская область)
Панево — деревня в Белозерском районе Вологодской области.
Входит в состав Визьменского сельского поселения, с точки зрения административно-территориального деления — в Георгиевский сельсовет.
Расстояние до районного центра Белозерска по автодороге — 94 км, до центра муниципального образования деревни Климшин Бор  по прямой — 24 км. Ближайшие населённые пункты — Ванютино, Ивановское, Плоское.
Население по данным переписи 2002 года — 3 человека.